# Jõhvi FC Phoenix
Der Jõhvi FC Phoenix (bis 2021 Jõhvi FC Lokomotiv) ist ein estnischer Fußballverein aus der Stadt Jõhvi. Der 2011 gegründete Klub spielt aktuell in der Esiliiga B, der dritten Liga im Fußballligensystem Estlands.

## Geschichte
Der Verein wurde 2011 unter dem Namen Jõhvi FC Lokomotiv gegründet und ging aus dem früheren Klub Jõhvi JK Orbiit hervor. Ab 2011 nahm die Mannschaft am Spielbetrieb der zweiten estnischen Liga teil. In derselben Saison gewann das Team die Meisterschaft der zweiten Liga, schied jedoch im estnischen Pokalwettbewerb 2012/13 bereits in der ersten Runde mit 0:4 gegen JK Tammeka Tartu aus.
Auch 2013 spielte man in der Esiliiga und beendete die Saison auf dem zweiten Platz mit 69 Punkten – was den Aufstieg in die höchste estnische Spielklasse, die Meistriliiga, bedeutete. In der Saison 2014 gab der Klub sein Debüt und erreichte im estnischen Pokal 2013/14 das Viertelfinale, verlor dort jedoch mit 0:1 gegen HÜJK Emmaste.
Am 15. August 2014 feierte das Team seinen ersten Sieg in der Meistriliiga, mit einem 1:0 gegen JK Tallinna Kalev. Trotz eines deutlichen 5:0-Siegs gegen denselben Gegner am 31. Spieltag reichte es letztendlich nur für Platz 9. In der Relegation gegen Viljandi JK Tulevik verpasste man durch zwei Unentschieden den Klassenerhalt.
Im estnischen Pokal 2014/15 erreichte das Team das Viertelfinale, verlor jedoch am 29. April mit 3:5 gegen den FC Nõmme Kalju, während man die Saison auf dem 4. Platz mit 51 Punkten beendete.
Aufgrund finanzieller Schwierigkeiten wurde der Klub 2015 zwangsweise in die vierte Liga zurückversetzt. 2018 erfolgte die Umbenennung in Jõhvi FC Phoenix – zunächst mit Fokus auf die Nachwuchsarbeit. In Zusammenarbeit mit der Jugendakademie der Lokomotive Moskau veranstaltete der FC Phoenix 2018 und 2019 Sommerfußballcamps in Estland. Erst 2020 kehrte der Klub nach mehreren Jahren in unterklassigen Ligen in den Senioren-Spielbetrieb zurück und stieg in der vierten Liga wieder ein.
Im Jahr 2023 wurde Phoenix mit 58 Punkten Vizemeister in der dritten Liga, scheiterte jedoch in den Aufstiegsspielen zur Esiliiga B. 2024 rückte der Klub dennoch nach, da Maardu Linnameeskond keine Spielberechtigung erhielt. Im Viertelfinale des Pokals 2024/25 schied Phoenix im Elfmeterschießen gegen Tallinna JK Legion aus.